# Церковь Спаса Преображения (Андреевские Выселки)
Церковь Спаса Преображения — православный храм в деревне Андреевские Выселки Шатурского района Московской области. Относится к Шатурскому благочинию Балашихинской епархии Русской православной церкви.

## История

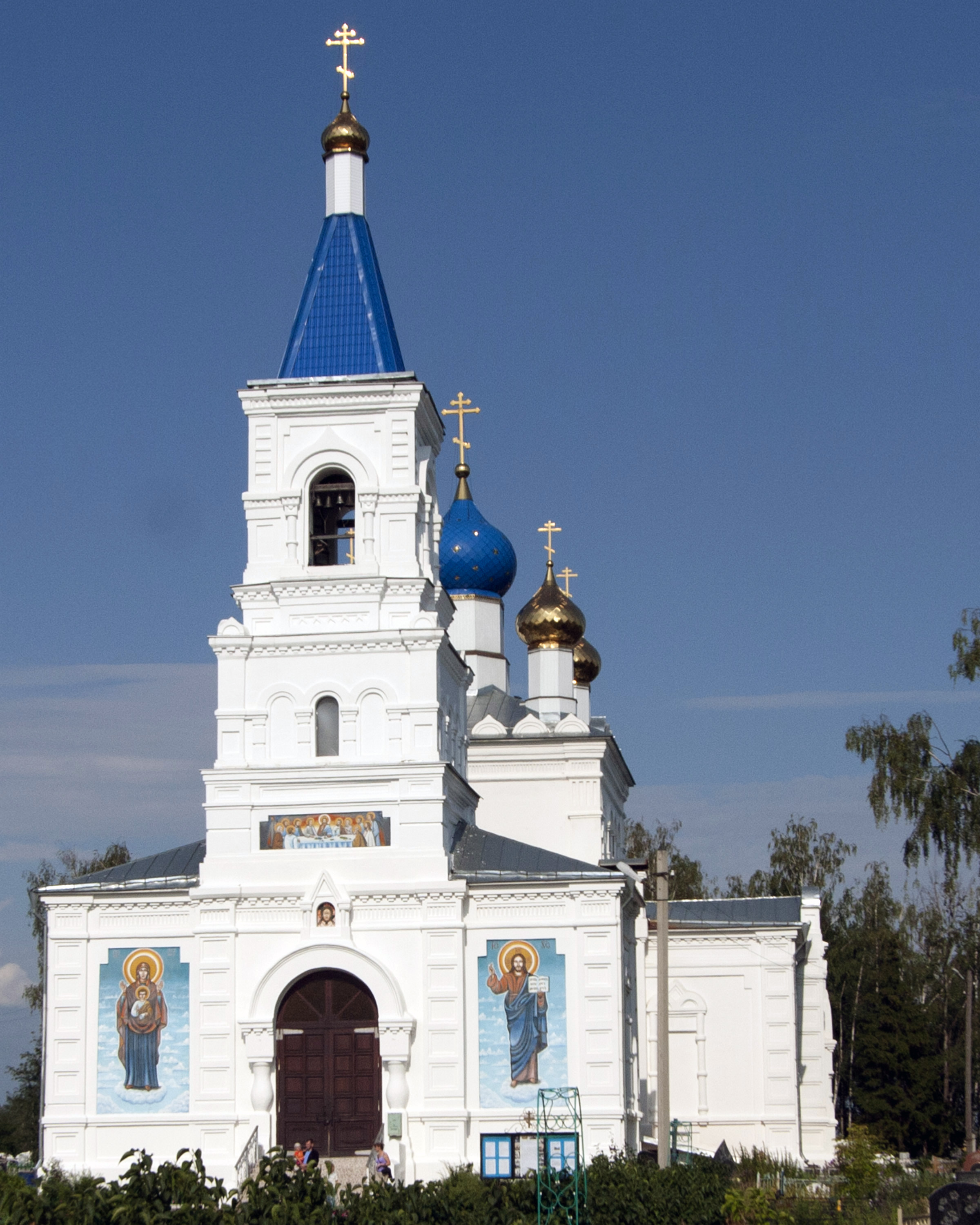
Вид на церковь со стороны колокольни

В XVI—XVIII веках территория относилась к стану Сенег Владимирского уезда Замосковного края Московского царства.
Первая церковь у озера Святого была построена в конце XIV — начале XV века митрополитом Киприаном.
В писцовых книгах Владимирского уезда 1637—1648 гг. упоминается деревянная церковь Преображения Спасово на погосте Сенег у Свята озера.
В начале XIX века была построена новая деревянная церковь с прежним наименованием, однако в 1834 году она сгорела.
В 1838 году вновь отстроена церковь с тремя приделами: центральный во имя Преображения Господня, правый — в честь Казанской иконы Божией Матери и левый — святителя и чудотворца Николая.
По данным 1890 года в состав прихода, кроме села, входили деревни: Андреевские Выселки, Петровская, Левошево, Митинская, Филисово и Кобелево.
Вновь отстроенная церковь вторично сгорела от удара молнии в 1896 году.
1898—1904 гг. строительство каменной церкви Спаса Преображения.
В 1937 году храм был закрыт, а настоятель храма, священник Иоанн Васильевич Курбаков репрессирован.
С 2000 года началось восстановление храма, возобновились богослужения.